# Банный, Михаил Георгиевич
Михаил Георгиевич Банный (11 июля 1903 года, село Воронеж, ныне Шосткинский район, Сумская область — 8 марта 1962 года, Москва) — советский военный деятель, Полковник (1942 год).

## Начальная биография
Михаил Георгиевич Банный родился 11 июля 1903 года в селе Воронеж ныне Шосткинского района Сумской области.

## Военная служба

### Довоенное время
В мае 1922 года был призван в ряды РККА и направлен на учёбу на 56-е Черниговские пехотные курсы, а в августе был переведён в 5-ю Киевскую военную пехотную школу. В январе 1925 года был назначен на должность командира отделения курсантов, а по окончании школы в августе 1925 года служил в 12-м стрелковом полку (4-я стрелковая дивизия, Туркестанский фронт), где последовательно назначался на должности командира стрелкового взвода и командира взвода полковой школы. С 1925 по 1926 годы принимал участие в боях против басмачества.
В августе 1928 года был направлен на учёбу на Военно-политические курсы им. Ф. Энгельса в Ленинграде, по окончании которых с августа 1929 года исполнял должность политрука роты 12-го стрелкового полка.
В апреле 1931 года был направлен на учёбу в Военную академию имени М. В. Фрунзе, по окончании которой в мае 1934 года был назначен на должность начальника штаба танкового батальона 81-й стрелковой дивизии.
В январе 1935 года был направлен на учёбу на разведывательные курсы при Разведывательном управлении РККА, по окончании которых в марте 1936 года был назначен на должность помощника начальника пограничного разведывательного пункта разведывательного отдела штаба КВО. С апреля 1936 года состоял в распоряжении Разведывательного управления РККА.
В октябре 1937 года Михаил Георгиевич Банный был уволен в запас по ст. 44, п. «в», но в мае 1939 года был восстановлен в составе РККА и назначен на должность начальника разведывательного отделения штаба 45-й стрелковой дивизии. Находясь на этой должности, принимал участие в Польском походе РККА в Западную Украину и Западную Белоруссию. В октябре 1939 года был назначен на должность начальника разведывательного отдела штаба 27-го стрелкового корпуса, в декабре — на должность начальника оперативного отделения штаба 141-й стрелковой дивизии, участвовавшей в советско-финской войне, а в декабре 1940 года — на должность начальника оперативного отдела штаба 15-го стрелкового корпуса.

### Великая Отечественная война
С началом Великой Отечественной войны Банный находился на прежней должности. 15-й стрелковый корпус (5-я армия) принимал участие в приграничном сражении, а затем в Киевской оборонительной операции.
В августе 1941 года Банный был назначен на должность старшего помощника начальника разведывательного отдела штаба 5-й армии, в октябре — на должность начальника штаба 295-й стрелковой дивизии, в марте 1942 года — на должность старшего помощника начальника оперативного отдела 37-й армии, в мае 1942 года — на должность начальника штаба 275-й стрелковой дивизии, в ноябре 1942 года — на должность начальника штаба 11-го стрелкового корпуса. Находясь на этой должности, участвовал в битве за Кавказ. 7 июля 1943 года Банный был отстранен от должности и направлен в распоряжение ГУК НКО.
В августе 1943 года был назначен на должность начальника штаба 22-го стрелкового корпуса. С декабря 1943 по январь 1944 года Банный состоял в распоряжении ГУК НКО, а затем с 11 по 21 января 1944 года временно исполнял должность командира 125-го стрелкового корпуса, формировавшегося в Московском военном округе.
С мая 1944 года находился в распоряжении Военного совета 1-го Белорусского фронта. В июне 1944 года был назначен на должность начальника штаба 61-го стрелкового корпуса. Принимал участие в ходе в Люблин-Брестской, Варшавско-Познанской и Берлинской наступательных операций. За успешное форсирование Западного Буга и Вислы Банный был награждён орденом Суворова 2 степени.

### Послевоенная карьера
В августе 1945 года был назначен на должность начальника штаба 40-го гвардейского стрелкового корпуса, в марте 1946 года — на должность начальника штаба 26-го гвардейского стрелкового корпуса, а в августе — на должность начальника штаба 28-го стрелкового корпуса.
С мая 1949 года проходил обучение на Высших академических курсах при Высшей военной академии имени К. Е. Ворошилова, по окончании которых с мая 1950 года состоял в распоряжении 10-го отдела 2-го управления Генерального штаба. С августа того же года исполнял должность заместителя командира 85-го стрелкового корпуса, дислоцированного в городе Курильск, Дальневосточный военный округ.
В январе 1954 года полковник Михаил Георгиевич Банный вышел в запас. Умер 8 марта 1962 года Москве.

## Награды
- Орден Ленина;
- Четыре ордена Красного Знамени;
- Орден Суворова 2 степени;
- Орден Кутузова 2 степени;
- Орден Отечественной войны 1 степени;
- Орден Красной Звезды;
- Медали.